# دست خدا

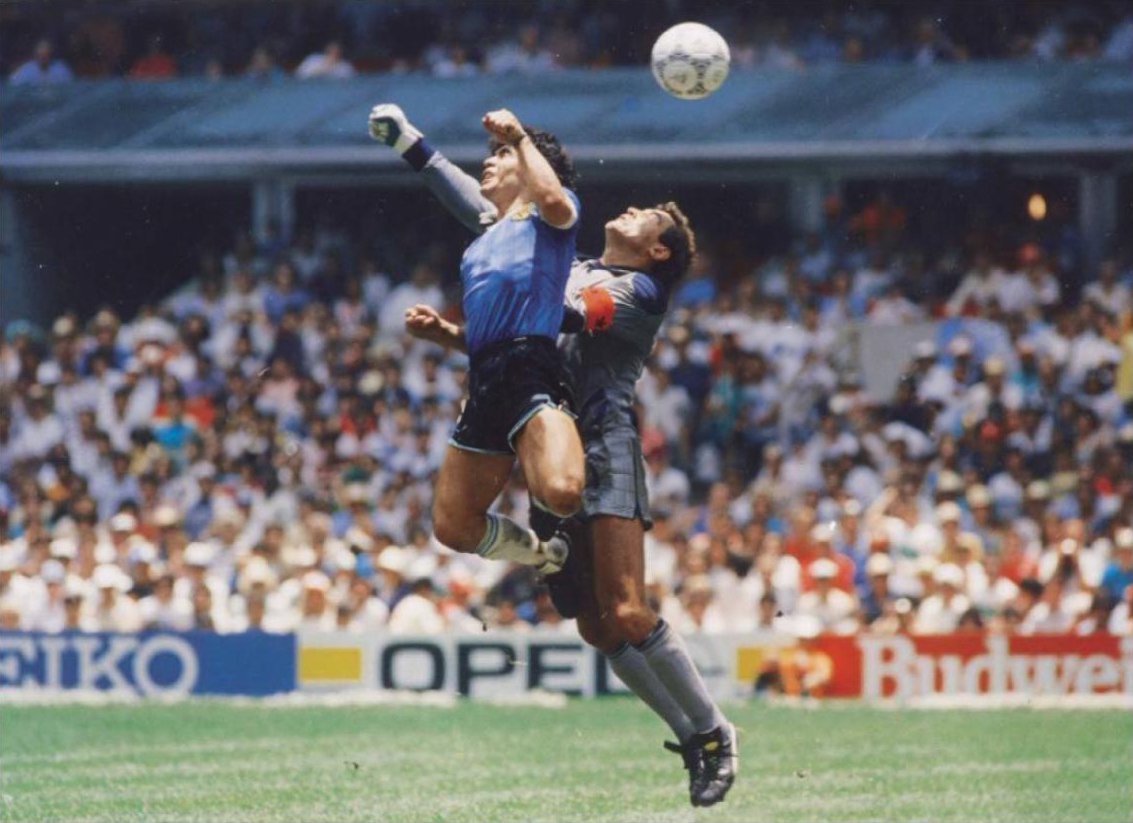
مارادونا تا سال‌ها به هَند بودن گل وی اعتراف نکرد.

«دست خدا» (به انگلیسی: The hand of God، به اسپانیایی: La mano de Dios‎) عبارتی است که دیگو مارادونا، بازیکن فوتبال پیشین آرژانتینی، برای توصیف یک گل که او در یک‌چهارم نهایی بین آرژانتین و انگلیس در جام جهانی فوتبال ۱۹۸۶ به ثمر رساند، استفاده کرد. این گل در ۲۲ ژوئن ۱۹۸۶ در ورزشگاه آزتکا در مکزیکوسیتی زده شد. از آنجا که داوران دیدگاه روشنی از بازی نداشتند و فناوری کمک داور ویدئویی هنوز وجود نداشت، گل توسط داوران تایید شد و این بازی با برتری ۲ بر یک آرژانتینی‌ها به لطف گل دوم این تیم توسط مارادونا، معروف به «دست خدا»، به پایان رسید. پس از مسابقه، دیگو مارادونا اظهار داشت که این گل «کمی با سر و کمی با دست خدا» به ثمر رسیده‌ است.

## گل

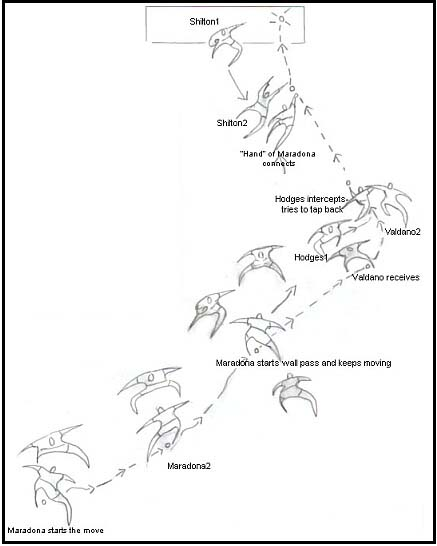
حرکت گل «دست خدا»

در پایان نیمهٔ اول، بازی با نتیجهٔ ۰–۰ به تساوی کشیده شده بود، شش دقیقه از نیمهٔ دوم بازی، مارادونا با پای چپ خود توپ را از درون محوطهٔ جریمه خارج کرد و آن را به هم تیمی‌اش خورخه والدانو منتقل کرد. والدانو سعی کرد چندین مدافع انگلیسی را رد کند، اما توپ در نهایت توسط استیو هودگ مدافع انگلیسی به سمت دروازهٔ انگلیس برگردانده شد.
مارادونا به تنهایی درون محوطهٔ جریمه و با پرتاب توپ در کنار دروازه پیتر شیلتون که ۲۰ سانتی‌متر از مارادونا ایستاده بود، برای توپ بلند شد. شیلتون با دست راست خود به جلو پرید، در حالی‌که مارادونا این کار را با دست چپ خود انجام داد. مشت مارادونا که نزدیک سر او قرار داشت، ابتدا توپ را لمس کرد و توپ را به سمت دروازهٔ انگلیس زد. مارادونا در حالی‌که نگاهی به کناره‌های داور و خط دفاعی برای تأیید داشت، شروع به جشن گرفتن کرد.
داور تونسی، علی بن ناصر، گل را تأیید کرد، اما پس از اعتراض بازیکنان انگلیس، وی به سراغ کمک داور دوم خود رفت و او نیز این گل را تأیید کرد.
عکاس مکزیکی الکساندرو اوجدا کارباکال این عکس را در لحظه‌ای جاودانه کرد و در آن می‌توان مارادونا را دید که با دست او توپ را می‌زند.
اکنون می‌توانم آنچه را که در آن لحظه نمی‌توانستم بگویم، آنچه را که در آن زمان به عنوان «دست خدا» تعریف می‌کردم، می‌گویم. چه دست خدا، این دست دیگو بود! و مثل این بود که کیف پول‌های انگلیسی را نیز سرقت کنید.— دیگو آرماندو مارادونا، مارادونا

## تاریخ از قبل نوشته شده‌است
در سال ۲۰۰۵، ۱۹ سال پس از به ثمر رساندن گل جنجالی، مارادونا در برنامه‌ای اعتراف کرد که این گل در واقع با دست او به ثمر رسیده‌است.
در اوایل سال ۲۰۰۸، روزنامه سان یک مقاله‌ای را منتشر کرد که در آن نشان می‌داد که مارادونا، در طی سفر به انگلیس، از آنچه که به‌عنوان «گل به نام دست خدا» توصیف شده، عذرخواهی کرده‌است.
روزنامه ابتدا این عبارت را به این شکل نقل می‌کند:
«اگر می‌توانستم برگردم و تاریخ را تغییر دهم.»
(«اگر می‌توانم به موقع برگردم و تاریخ را تغییر دهم»)
اما بعداً با اضافه کردن کلمه «عذرخواهی» که در جمله اول ظاهر نشده‌است، همان نقل قول را تکرار می‌کند، اگرچه همان جمله است:
«اگر می‌توانستم عذرخواهی کنم، به عقب برگردم و تاریخ را تغییر دهم.»
(«اگر می‌توانستم عذرخواهی کنم، به موقع برگردم و تاریخ را تغییر دهم.»)
و سپس ایده را کامل می‌کند:
«اما گل هنوز یک گل است، آرژانتین قهرمان جام جهانی شد و من بهترین بازیکن جهان شدم. من نمی‌توانم داستان را تغییر دهم. تنها کاری که می‌توانم انجام دهم این است که حرکت کنیم.»
(«اما گل همچنان باقی است یک گل، آرژانتین قهرمان جام جهانی شد و من بهترین بازیکن جهان هستم. نمی‌توانم تاریخ را تغییر دهم. تمام کاری که می‌توانم انجام دهم این است که ادامه دهم»).
چندین رسانه جهانی این خبر را منتشر کردند و مشاجره کردند. حتی پیتر شیلتون عذرخواهی را رد کرد و ادعا کرد که اکنون خیلی دیر شده‌است. مارادونا، چند روز پس از انتشار مقاله، همه چیز را تکذیب کرد و گفت که روزنامه او را اشتباه کرده بود مارادونا پاسخ داد:
«من هرگز از بخشش صحبت نکردم. فقط گفتم که داستان قابل تغییر نیست، مجبور نیستم از کسی عذرخواهی کنم، زیرا این یک بازی فوتبال بود که در آن ۱۰۰۰۰۰ نفر در ورزشگاه آزتکا حضور داشتند، بیست و دو بازیکن، این که دو بازیکن خط حمله وجود دارد، که یک داور وجود دارد، که شیلتون (دروازه‌بان) هم‌اکنون صحبت می‌کند و او متوجه نشده بود، مدافعان باید به او بگویند؛ بنابراین داستان در حال حاضر نوشته شده‌است، هیچ چیز نمی‌تواند آن را تغییر دهد. من هرگز از کسی عذرخواهی نکردم. علاوه بر این، من مجبور نیستم با بیان گزارشی از انگلیس عذرخواهی کنم. برای چه؟ برای چه کسی عذرخواهی کنم؟ چه چیزی بیشتر از همه من را ناراحت می‌کند این است که آنها این کار را در آرژانتین تکرار می‌کنند و با مردم صحبت می‌کنند چه کسی من را می‌شناسد، آنها دربارهٔ تضادها صحبت می‌کنند. در چهل و هفت سالگی فکر می‌کنم عذرخواهی از انگلیسی احمقانه است.»
چند روز بعد، روزنامه سان تأیید کرد که تعبیر کلمات مارادونا را اصلاح کرده‌است، در متن اصلی مصاحبه دیده می‌شود که مارادونا هرگز از خدا درخواست بخشش نکرده‌است.

## جنگ فالکلند و «انتقام نمادین»

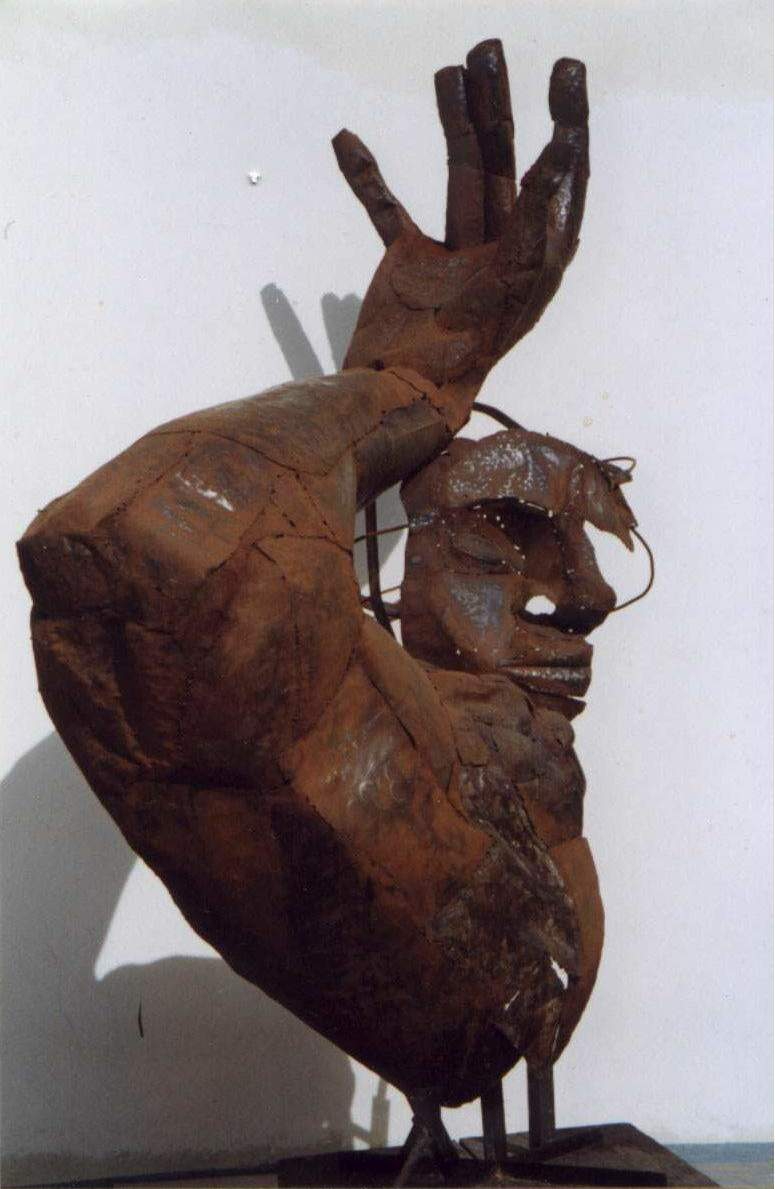
مجسمه‌ای از دست مارادونا در حالتی که گل اول را به انگلیس زد.

در فیلم مستند مارادونا به کارگردانی آصف کاپادیا، مارادونا این رویداد را چهار سال قبل به جنگ فالکلند پیوند می‌دهد: «ما به‌عنوان آرژانتینی‌ها نمی‌دانستیم که ارتش در چه حالی است. آنها به ما گفتند که ما برنده جنگ شده‌ایم. اما در واقعیت، انگلیس ۰-۲۰ برنده شده بود، افکار عمومی به نحوی شکل گرفت که انگار ما داریم می‌رویم که جنگ دیگری را انجام دهیم. من می‌دانستم که این دست من بود. [با این وجود] این برنامه من نبود اما این عمل به قدری سریع اتفاق افتاد که حتی کمک داور ندید که من از دست خودم استفاده کردم. داور به من نگاه کرد و گفت: «گل». این یک احساس خوب مثل نوعی انتقام جویی نمادین از انگلیسی‌ها بود.»

## استفاده بعدی

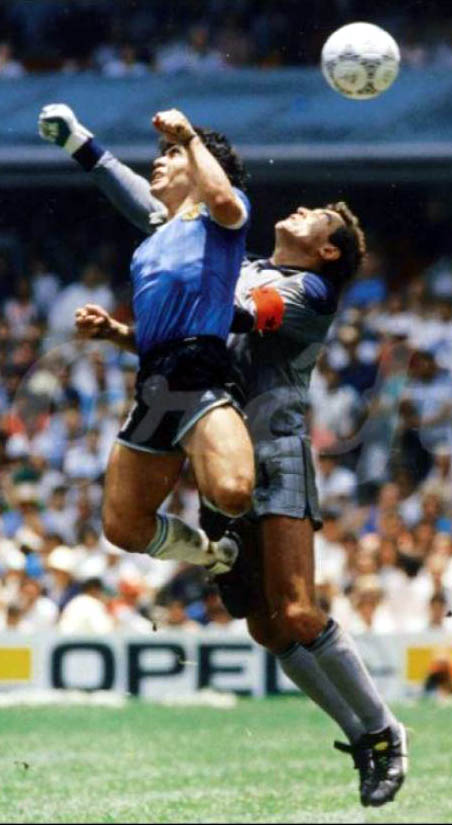
گل دست خدا از دیگو آرماندو مارادونا

«دست خدا» به یک عبارت محبوب تبدیل شد و اشاره‌ای به آن هنوز در سراسر جهان ساخته شده‌است.
در دقایق پایانی مرحله دوم بازی مقدماتی جام جهانی ۲۰۱۰ بین ایرلند و فرانسه، ویلیام گالاس با کمک تیری آنری فرانسه به پیروزی ۲ بر یک رسید، گل سرنوشت ساز را به ثمر رساند. جنجال‌ها بلافاصله در حالی اتفاق افتاد که نشان می‌داد آنری قبل از ارسال توپ به گالاس، توپ را با دستان خود تغییر داد. با وجود اعتراضات طرف ایرلندی، مارتین هانسون، داور سوئدی به هانری هشدار نداد و گل را پذیرفت. بعد از اتمام مسابقه، خبرهای ورزشی از سراسر جهان چند اسم مستعار را به صلیب هنری داد؛ از جمله «دست جدید خدا».
لوئیس سوارز، فوتبالیست اهل اروگوئه، به‌طور واضح با دست خود گل حتمی بازیکن غنا، دومینیک آدیا را در مرحله یک چهارم نهایی جام جهانی ۲۰۱۰ متوقف کرد. در نشست مطبوعاتی بعدی، مهاجم اروگوئه گفت که او با «دست خدا» این کار را کرده‌است.

## پیراهن مارادونا
بعد از بازی، مارادونا پیراهن خود را در تونل با استیو هاج عوض کرد. پس از سال‌ها درخواست برای فروش پیراهن و یک دوره ۲۰ ساله که در موزه ملی فوتبال به امانت بود، در سال ۲۰۲۲ هاج آن را در حراجی ساتبیز به حراج گذاشت. در ۴ مه ۲۰۲۲، این پیراهن در حراجی به قیمت ۷٬۱۰۰٬۰۰۰ پوند فروخته شد، که یک رکورد جهانی برای یک وسیله یادگاری ورزشی است.